# Limingen
Limingen (južni laponski: Lyjmede) je osmo po veličini jezero u Norveškoj, nalazi se u središnjoj Norveškoj u okrugu Nord-Trøndelag. Prostire se u općinama Røyrvik i Lierne. Površina mu je 93 km2, dubina 192 metara, zapremnina 8.34 km³, a nalazi se 418 metra iznad morske razine. Pripada porječju rijeke Ångermanälven koja se u Švedskoj ulijeva u Botnički zaljev.